# Jonathan McEvoy
Jonathan McEvoy (St Helens, Merseyside, 2 d'agost de 1989) és un ciclista anglès, professional des del 2010 i actualment a l'equip Madison Genesis. Combina la carretera amb el ciclocròs.

## Palmarès
- 2011
  - Vencedor d'una etapa al Tour d'Ulster